# Mazerulles
Mazerulles – miejscowość i gmina we Francji, w regionie Grand Est, w departamencie Meurthe i Mozela.
Według danych na rok 1990 gminę zamieszkiwały 272 osoby, a gęstość zaludnienia wynosiła 43 osób/km² (wśród 2335 gmin Lotaryngii Mazerulles plasuje się na 777. miejscu pod względem liczby ludności, natomiast pod względem powierzchni na miejscu 892.).

## Populacja

Populacja Mazerulles w latach 1962–2008